# Tony McQuay
Tony McQuay (* 16. April 1990 in West Palm Beach, Florida) ist ein US-amerikanischer Leichtathlet, der sich auf den 400-Meter-Lauf spezialisiert hat.

## Leben

### Jugend
McQuay besuchte die Suncoast Community High School in Riviera Beach (Florida), einem Nachbarort seiner Geburtsstadt West Palm Beach. Als Vertreter seiner Schule gewann er bei den Florida High School Meisterschaften über die 400-Meter-Distanz. Daneben trainierte er auch die beiden anderen Sprintstrecken, 100 und 200 Meter, und spielte im American Football Verein der High School. Seit 2010 studiert er an der University of Florida in Gainesville.

### Karriere
Seine Bestleistungen konnte er 2010 weiter verbessern, über 200 Meter auf nun 20,64 s und über 400 Meter mit 45,37 s. Er nahm an den Meisterschaften der College-Verbände NCAA und SEC teil und konnte bei den NCAA Indoors über die 400-Meter-Strecke sogar Bronze gewinnen.
2011 siegte er zunächst bei den SEC Indoors sowohl über 200 als auch 400 Meter. Die große Überraschung gelang ihm bei den US-Meisterschaften. Er gewann in 44,68 s, besiegte dabei Jeremy Wariner und Greg Nixon, und qualifizierte sich so für die Weltmeisterschaften in Daegu. Dort schied er mit 46,76 s in den Vorläufen aus.
Im nächsten Jahr gab es für ihn neben Titeln in der Halle auch noch einen Doppelerfolg bei den NCAA Outdoor Championships. Mit einer persönlichen Bestleistung von 44,58 s gewann er das 400-Meter-Rennen und mit der Florida-Staffelmannschaft auch noch den Staffelwettbewerb. Bei den US Trials qualifizierte er sich als Zweiter für die Olympischen Spiele in London. Kurz vor Olympia startete er nicht nur zum ersten Mal bei einem Diamond League Meeting, sondern auch zum ersten Mal in Europa: In London wurde er mit 45,00 s Dritter. Bei den Olympischen Spielen scheiterte mit 45,31 s im Halbfinale. Mit der US-amerikanischen Staffel gewann er hinter den Bahamas die Silbermedaille.
Zum Saisonstart konnte er am 5. April 2013 seine 100-Meter-Bestzeit auf 10,22 s steigern. Nach Starts in Kingston, New York und Eugene standen am 22. Juni die nationalen Meisterschaften an, bei denen er sich für die Weltmeisterschaften in Moskau qualifizieren wollte. Mit 44,74 s wurde er hinter LaShawn Merritt Zweiter und stand somit auch als Mitglied der 4-mal-400-Meter-Staffel fest. Vor den Weltmeisterschaften bestritt er noch zwei Wettkämpfe in Paris und London, wo er sich mit 44,84 s und 45,09 s in guter Form für den Saisonhöhepunkt zeigte.
Bei den Weltmeisterschaften gewann er am 13. August in neuer Bestleistung von 44,40 s Silber, ehe er am 18. August gemeinsam mit Verbug, Hall und Merritt im Staffelwettbewerb die Goldmedaille holte. Diesen Erfolg konnte er bei den Weltmeisterschaften 2015 in Peking wiederholen.

## Persönliche Bestleistungen
| Event     | Zeit (s) | Ort               | Datum          |
| --------- | -------- | ----------------- | -------------- |
| 100 Meter | 10,22    | Gainesville, USA  | 5. April 2013  |
| 200 Meter | 20,60    | Gainesville, USA  | 21. April 2012 |
| 300 Meter | 31,64    | Kingston, Jamaika | 11. Juni 2016  |
| 400 Meter | 44,24    | Eugene, USA       | 2. Juli 2016   |